# شعب نمر (فرع العدين)

تعديل مصدري - تعديل

شعب نمر محلة تابعة لقرية العرمة، التابعة لعزلة الاخماس بمديرية فرع العدين إحدى مديريات محافظة إب في الجمهورية اليمنية، بلغ تعداد سكانها 185 حسب تعداد اليمن لعام 2004.